# Hans Maršálek

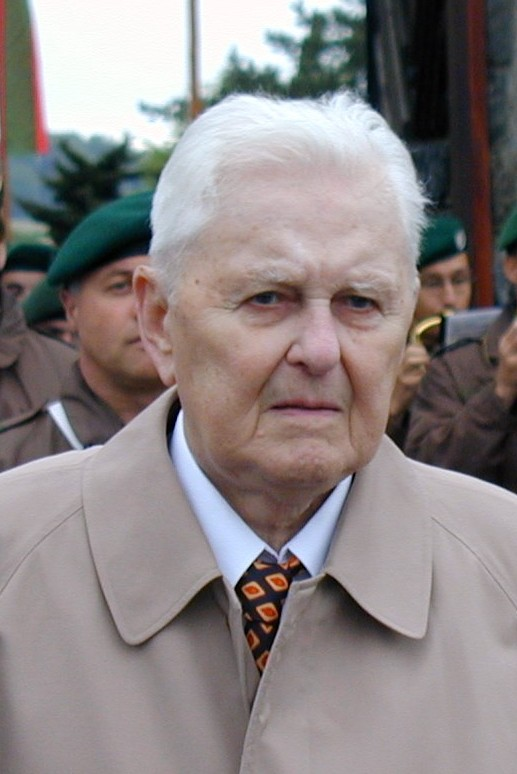
Hans Maršálek bij de bevrijdingsherdenking in Mauthausen in 2001

Hans Maršálek (Wenen, 19 juli 1914 - aldaar, 9 december 2011) was een Oostenrijkse letterzetter, politiek activist, detective en historicus. Als overtuigd socialist en actief in het verzet, werd hij door de nazi's gearresteerd en opgesloten in het concentratiekamp Mauthausen. Na de oorlog trad hij toe tot de Oostenrijkse politieke politie en speelde hij een belangrijke rol bij het opsporen en veroordelen van talrijke nazi-criminelen. Hij werd ook de belangrijkste kroniekschrijver van de geschiedenis van het kamp, hielp bij de oprichting van het Mauthausen Memorial Museum en publiceerde verschillende boeken.
Maršálek werd geboren in een gezin van eerste generatie Tsjechische immigranten. Zijn vader was aannemer, zijn moeder werkte als dienstmeisje.
Het gezin woonde onder bescheiden omstandigheden in Hernals, een Weense arbeiderswijk. Beide ouders waren lid van de sociaaldemocratische partij; de vader van Maršálek werd uiteindelijk namens de sociaaldemocratische partij gekozen in de districtsraad van Hernals.

## Vroege leven
Maršálek kreeg zijn opleiding aan de Tsjechische School in Wenen. In zijn tienerjaren ging hij in de leer als zetter bij een van de Tsjechisch-talige kranten van de stad. Maršálek trad in de voetsporen van zijn ouders en was jongs af aan politiek actief. Hij was actief in de socialistische jongerenbeweging en, van 1936 tot 1938, in het verzet tegen het fascistische Vaderlands Front. Hij werd gearresteerd en onderworpen aan brute ondervragingen omdat hij lid was van de Oostenrijkse vleugel van de Internationale Rode Hulp, een organisatie die vervolgde linkse dissidenten steunde. Hij had ook banden met revolutionaire socialisten, in het bijzonder de verzetsstrijder Johann Otto Haas, en met de Tsjechische communistische beweging.

## De Nazitijd
Na de integratie van Oostenrijk in nazi-Duitsland in 1938 vluchtte Maršálek naar Praag, maar bleef politiek actief in de sociaaldemocratische expatgemeenschap. Na de Duitse bezetting van Tsjecho-Slowakije in 1939 sloot hij zich aan bij het communistische verzet. De volgende twee jaar was zijn belangrijkste activiteit het helpen van Duitse en Oostenrijkse dissidenten bij het ontvluchten van het Reich.
In 1941 werd Maršálek teruggestuurd naar Wenen met de missie om naar communisme neigende Wehrmacht-soldaten te vinden en te rekruteren. Ondanks zijn rijkdom aan oude contacten en de hulp van zijn Weense vriendin, de communistische verzetsstrijder Anna Vavak, was de reis een mislukking. De bevolking werd nog steeds aangetrokken tot de nazibeweging. Zelfs de meeste voormalige nazi-tegenstanders waren besmet geraakt met nazi sympathieën en vermeden Maršálek, omdat ze redeneerden dat het nazisme misschien onsmakelijk was, maar verzet had geen zin. Toen hij zag dat schijnbaar iedereen behalve hij ervan overtuigd was dat de nazi's zouden zegevieren, twijfelde Maršálek soms aan zijn eigen verstand. Verslagen en vernederd keerde hij in augustus 1941 terug naar Praag.
In september 1941 startte de Gestapo een massa-arrestatie van leden van wat zij "de Tsjechische sectie" van de Oostenrijkse Communistische Partij noemden. Hoewel hij niet aan het profiel voldeed, werd Maršálek gevangen in het sleepnet en op 28 oktober 1941 gearresteerd. Na in verschillende gevangenissen te hebben gezeten, waaronder drie maanden in een kelder in het beruchte Morzinplatz Gestapo-hoofdkwartier van de stad, werd hij op 28 september 1942 overgebracht naar het concentratiekamp Mauthausen. Zijn kampnummer was 13.129.
Aanvankelijk werd hij aan het werk gezet in steengroeven en bij de houtkap, maar vanaf 1943 werd hij gebruikt voor administratief werk in het kantoor van het kamp. Eind 1943 vormde zich een verzetsgroep in het kamp, waabij Maršálek zich direct aansloot. De groep trachtte om samenzweerders op Kapo-posities te krijgen, waar ze de weinige invloed die ze hadden zouden gebruiken om zoveel mogelijk gevangenen van de dood te redden. In maart 1944 werd het kantoor van het kamp uitsluitend bemand door leden van de ondergrondse. In mei 1944 was Maršálek zelf de op een na hoogste klerk van het kamp. Precies zoals gepland gebruikte hij zijn positie om zieke medegevangenen te beschermen door hun werkopdrachten te manipuleren en om in het algemeen de gang van zaken te verstoren. Hij organiseerde sabotagedaden en redde het leven van talrijke gevangenen.

## Na de bevrijding
Toen Mauthausen in mei 1945 werd bevrijd, gebruikte Maršálek zijn verzetsrelaties om gevangenen te verzorgen en te repatriëren. Hij ondervroeg Franz Ziereis, de ex-commandant van Mauthausen. Op 28 mei keerde Maršálek terug naar Wenen en sloot zich aan bij de Staatspolizei, de binnenlandse politieke veiligheidsdienst van Oostenrijk.
In 1946 trouwde Maršálek met Anna Vavak, die zelf in het concentratiekamp Ravensbrück had gezeten. Ze stierf in 1959.
Voortbouwend op zijn grondige kennis van kamp- en SS-personeel, speelde hij een belangrijke rol bij de vervolging van nazi-oorlogsmisdadigers, vooral kort na de oorlog. Hij was een belangrijke getuige in de kampprocessen in Mauthausen-Gusen, een reeks processen die plaatsvonden van 29 maart tot 13 mei 1946. Bij de kampprocessen in Mauthausen-Gusen waren 69 beklaagden betrokken, waaronder enerzijds een groot deel van de overlevende kampadministratie en anderzijds leidinggevenden op het hoogste niveau, zoals Gauleiter August Eigruber. Met 61 uitgesproken veroordelingen en 58 doodvonnissen blijven de kampprocessen tot op de dag van vandaag de meest stringente en succesvolle pogingen om Mauthausen-misdadigers ter verantwoording te roepen.
Een beëdigde verklaring van Maršálek speelde ook een rol in de processen van Neurenberg.
Maršálek was actief in de Oostenrijkse organisatie van overlevenden van Mauthausen, de Lagergemeinschaft Mauthausen. Vanaf 1946 hielp hij bij de oprichting van het Mauthausen-monument. Hij werd de belangrijkste kroniekschrijver van het kamp en verzamelde onvermoeibaar documentatie. Zijn magnum opus, de geschiedenis van het concentratiekamp Mauthausen (Geschichte des Konzentrationslagers Mauthausen), voor het eerst gepubliceerd in 1974, wordt beschouwd als het definitieve verslag van de Oostenrijkse tak van de nazi-economie van de vernietiging.
In 1952 werd Maršálek een van de oprichters van het Comité International de Mauthausen, de internationale tegenhanger van de Lagergemeinschaft.
In 1963 nodigde het Oostenrijkse ministerie van Binnenlandse Zaken Maršálek uit om een museum te vestigen in het voormalige concentratiekamp, dat in 1949 tot nationale gedenkplaats was uitgeroepen. Maršálek aanvaardde dit en nam de functie van directeur van het Mauthausen-gedenkteken op zich, een functie die hij vervulde tot aan zijn pensionering in 1976. Op 3 mei 1975, de dertigste verjaardag van de bevrijding van het kamp, werd het museum van Maršálek ingehuldigd door bondskanselier Bruno Kreisky.

## Overlijden

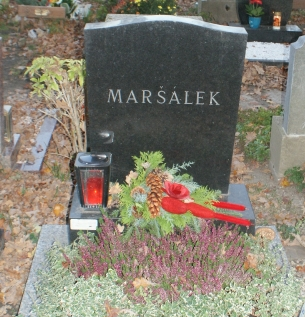
Feuerhalle Simmering, graf van Hans Maršálek

Maršálek stierf op 9 december 2011 in Wenen. Hij werd gecremeerd in Feuerhalle Simmering, waar ook zijn as werd begraven.

## Publicaties
- Hacker, Kurt en Maršálek, Hans (1995):  Kurzgeschichte des Konzentrationslager Mauthausen und seiner drei größten Nebenlager Gusen, Ebensee, Melk.  Österreichische Lagergemeinschaft Mauthausen. Wenen, Oostenrijk.
- Kohl, Josef en Maršálek, Hans (1950):  Das war Mauthausen.  Globus. Wenen, Oostenrijk. Geen ISBN
- Maršálek, Hans (1947):  Mauthausen mahnt! Kampf achter Stacheldraht. Tatsachen, Dokumente und Berichte über das grösste Hitler'sche Vernichtungslager in Österreich.  Globus. Wenen, Oostenrijk. Geen ISBN
- Maršálek, Hans (1988): `` Die Vergasungsaktionen im Konzentrationslager Mauthausen: Gaskammer, Gaswagen, Vergasungsanstalt Hartheim, Tarnnamen.  Österreichische Lagergemeinschaft Mauthausen. Wenen, Oostenrijk.
- Maršálek, Hans (2006):  Die Geschichte des Konzentrationslagers Mauthausen. Documentatie. 4. Auflage . Uitgave Mauthausen. ISBN  3-7035-1235-0